# ورنق
ورنق یکی از روستاهای استان آذربایجان شرقی است که در دهستان سردصحرا بخش مرکزی شهرستان تبریز واقع شده‌است.این روستا ۴۷۰ نفر جمعیت دارد.